# Nemaspela ladae
Espèce
Nemaspela ladae est une espèce d'opilions dyspnois de la famille des Nemastomatidae.

## Distribution
Cette espèce est endémique de Bosnie-Herzégovine. Elle se rencontre sur la Romanija Planina à Kadino Selo dans la grotte Pećina na vrelu Mokranjske Miljacke.

## Description
Nemaspela ladae mesure 2 mm.

## Systématique et taxinomie
Cette espèce a été décrite par Karaman en 2013.

## Étymologie
Cette espèce est nommée en l'honneur de Lada Lukić Bilela.

## Publication originale
- Karaman, 2013 : « Nemaspela ladae sp. n., a new troglobitic nemastomatid (Opiliones, Dyspnoi, Nemastomatidae) from a Dinaric cave. » Zootaxa, no 3694(3), p. 240–248.